# Tanaka (Name)
Tanaka ist ein Vorname und japanischer Familienname.

## Vorname
- Tanaka Chinyahara (* 1995), simbabwischer Fußballspieler
- Tanaka Alice (* 1996), japanische Sängerin

## Familienname

### A
- Aiji Tanaka (* 1951), japanischer Politikwissenschaftler
- Akio Tanaka (Mangaka) (* 1956), japanischer Manga-Zeichner
- Akio Tanaka (Hockeyspielerin) (* 1997), japanische Hockeyspielerin
- Ao Tanaka (* 1998), japanischer Fußballspieler
- Asuna Tanaka (* 1988), japanische Fußballspielerin
- Atomu Tanaka (* 1987), japanischer Fußballspieler
- Atsuko Tanaka (Künstlerin) (1932–2005), japanische Künstlerin
- Atsuko Tanaka (Synchronsprecherin) (1962–2024), japanische Synchronsprecherin
- Atsuko Tanaka (Skispringerin) (* 1992), kanadische Skispringerin
- Ayako Tanaka, japanisch-österreichische Sängerin (Sopran)
- Ayumi Tanaka (* 1986), japanische Jazzmusikerin

### C
- Chie Tanaka (* 1981), japanisches Model und Schauspielerin
- Tanaka Chigaku (1861–1939), japanischer Prediger und Nationalist
- Chikage Tanaka (* 1973), japanische Shorttrackerin
- Tanaka Chikao (1905–1995), japanischer Dramatiker und Theaterleiter
- Chisato Tanaka (* 1988), japanische Sprinterin
- Tanaka Chōzaburō (auch Tanaka Tyōzaburō; 1885–1976), japanischer Botaniker

### D
- Daisuke Tanaka (* 1983), japanischer Fußballspieler

### E
- Eiichi Tanaka (* 1941), japanischer Nordischer Kombinierer
- Elly Tanaka (* 1965), US-amerikanische Biochemikerin
- Eugenia Tanaka (* 1987), australische Badmintonspielerin

### F
- Tanaka Fujimaro (1845–1909), japanischer Politiker
- Fumiaki Tanaka (* 1985), japanischer Rugby-Union-Spieler
- Tanaka Fuyuji (1894–1980), japanischer Dichter

### G
- Gary Tanaka (* 1943), japanisch-US-amerikanischer Kaufmann
- Tanaka Giichi (1863–1929), japanischer General und Politiker
- Gō Tanaka (* 1983), japanischer Eishockeyspieler

### H
- Hayate Tanaka (* 1999), japanischer Fußballspieler
- Hayato Tanaka (* 2003), japanischer Fußballspieler
- Hayuma Tanaka (* 1982), japanischer Fußballspieler
- Hide Tanaka (* 1956), japanischer Jazzmusiker
- Tanaka Hidemitsu (1913–1949), japanischer Schriftsteller
- Hideo Tanaka (Leichtathlet) (1909–??), japanischer Leichtathlet
- Hideo Tanaka (Regisseur) (1933–2011), japanischer Filmregisseur
- Hideo Tanaka (Mathematiker) (1938–2012), japanischer Mathematiker
- Hideo Tanaka (1948–2019), japanischer Sumōringer, siehe Kurohimeyama Hideo
- Hideo Tanaka (Fußballspieler) (* 1983), japanischer Fußballspieler
- Hideo Tanaka (Politiker) (* 1944), japanischer Politiker
- Hirokazu Tanaka (* 1957), japanischer Komponist
- Hiroki Tanaka (* 1991), japanischer Fußballspieler
- Hiromasa Tanaka (* 1981), japanischer Zehnkämpfer
- Hiromu Tanaka (* 1999), japanischer Fußballspieler
- Tanaka Hiroshi (Leichtathlet) (1915–??), japanischer Hochspringer
- Tanaka Hiroshi (Mathematiker) (* 1932), japanischer Mathematiker
- Hiroshi Tanaka (Hockeyspieler) (* 1941), japanischer Hockeyspieler
- Hiroshi Tanaka (Eiskunstläufer) (* 1972), japanischer Eiskunstläufer
- Hiroto Tanaka (* 1990), japanischer Fußballspieler
- Hiroyuki Tanaka (* 1964), japanischer Schauspieler und Regisseur
- Tanaka Hisashige (1799–1881), japanischer Erfinder
- Hitomi Tanaka (* 1986), japanische Pornodarstellerin und Gravure Idol
- Tanaka Hozumi (Komponist) (1855–1904), japanischer Militärmusiker und Komponist
- Tanaka Hozumi (Rechtswissenschaftler) (1876–1944), japanischer Rechtswissenschaftler
- Hozumi Tanaka (Jazzmusiker) (* 1948), japanischer Jazzmusiker

### I
- Ikkō Tanaka (1930–2002), japanischer Grafiker
- Tanaka Isson (1908–1977), japanischer Maler

### J
- Tanaka Jirō (1906–1982), japanischer Jurist
- Jumpei Tanaka (* 1999), japanischer Fußballspieler
- Jun Tanaka (* 1983), japanischer Fußballspieler
- Jun Tanaka (* 1960), japanischer Kunsthistoriker
- Junko Tanaka (* 1973), japanische Synchronschwimmerin
- Jun’ya Tanaka (Fußballspieler, 1983) (* 1983), japanischer Fußballspieler
- Jun’ya Tanaka (Fußballspieler, 1987) (* 1987), japanischer Fußballspieler

### K
- Tanaka Kakuei (1918–1993), japanischer Politiker
- Tanaka Kane (1903–2022), japanische Supercentenarian
- Kanta Tanaka (* 1998), japanischer Fußballspieler
- Karen Tanaka (* 1961), japanische Komponistin
- Katsuyuki Tanaka (* 2002), japanischer Fußballspieler
- Kazuki Tanaka (Baseballspieler) (* 1994), japanischer Baseballspieler
- Kazuki Tanaka (Fußballspieler) (* 2000), japanischer Fußballspieler
- Kazunari Tanaka (1967–2016), japanischer Synchronsprecher
- Keiji Tanaka (* 1994), japanischer Eiskunstläufer
- Keishū Tanaka (1938–2022), japanischer Politiker
- Keita Tanaka (* 1989), japanischer Fußballspieler
- Kengo Tanaka (* 1989), japanischer Fußballspieler
- Kenji Tanaka (* 1983), japanischer Fußballspieler
- Tanaka Kinuyo (1910–1977), japanische Schauspielerin und Regisseurin
- Kiyoko Tanaka (1932–1996), japanische Pianistin
- Kōdai Tanaka (* 1999), japanischer Fußballspieler
- Kōhei Tanaka (* 1985), japanischer Fußballspieler
- Kōichi Tanaka (* 1959), japanischer Chemiker
- Kōji Tanaka (* 1955), japanischer Fußballspieler und -trainer
- Kōki Tanaka (* 1975), japanischer Installationskünstler
- Kōsei Tanaka (* 1995), japanischer Boxer
- Kōsuke Tanaka (Nordischer Kombinierer) (* 1982), japanischer Nordischer Kombinierer
- Kōsuke Tanaka (Fußballspieler) (* 1999), japanischer Fußballspieler
- Kōta Tanaka (* 1986), japanischer Eishockeyspieler
- Kunie Tanaka (1932–2021), japanischer Schauspieler
- Tanaka Kōtarō (1890–1974), japanischer Jurist und Richter
- Tanaka Kyōkichi (1892–1915), japanischer Grafiker
- Tanaka Kyūgu (1663?–1729), japanischer Verwaltungsfachmann

### M
- Makiko Tanaka (* 1944), japanische Politikerin
- Makoto Tanaka (* 1975), japanischer Fußballspieler
- Manami Tanaka (* 1996), japanische Rollstuhltennisspielerin
- Marcus Tulio Tanaka (* 1981), japanischer Fußballspieler
- Mari Tanaka (* 1987), japanische Tennisspielerin
- Masaaki Tanaka (Künstler) (* 1947), japanischer Künstler
- Masaaki Tanaka (Poolbillardspieler) (* 1974), japanischer Poolbillardspieler
- Masahiko Tanaka (* 1941), japanischer Karateka
- Masahiro Tanaka (* 1988), japanischer Baseballspieler
- Masaki Tanaka (* 1991), japanischer Fußballspieler
- Masami Tanaka (* 1979), japanische Schwimmerin
- Masaru Tanaka (* 1946), japanischer Komponist und Musikpädagoge
- Masashi Tanaka (* 1962), japanischer Mangazeichner
- Masato Tanaka (* 1973), japanischer Wrestler
- Mayumi Tanaka (* 1955), japanische Seiyū
- Michiko de Kowa-Tanaka (1909–1988), japanische Schauspielerin und Sängerin
- Tanaka Michitarō (1902–1985). japanischer Philosoph
- Miho Tanaka (* 1976), japanische Badmintonspielerin
- Miki Tanaka (* 1987), japanische Judoka
- Mikiyasu Tanaka (* 1955), japanischer Volleyballspieler
- Mina Tanaka (* 1994), japanische Fußballspielerin
- Mitsutoshi Tanaka (* 1958), japanischer Film- und Werberegisseur
- Tanaka Mitsuaki (1843–1939), japanischer Generalmajor und Staatsmann
- Miyako Tanaka (* 1967), japanische Synchronschwimmerin
- Momoko Tanaka (* 2000), japanische Fußballtorhüterin

### N
- Naoki Tanaka (Politiker) (* 1940), japanischer Politiker
- Naoki Tanaka (Fußballspieler) (* 1993), japanischer Fußballspieler
- Naoko Tanaka (* 1975), japanische bildende Künstlerin
- Noboru Tanaka (Mathematiker) (* 1930), japanischer Mathematiker und Hochschullehrer
- Noboru Tanaka (Regisseur) (1937–2006), japanischer Filmregisseur
- Nobufumi Tanaka (* 1954), japanischer Rugby-Union-Spieler
- Nobutaka Tanaka (* 1971), japanischer Fußballspieler
- Nobuyuki Tanaka (* 1971), japanischer Botaniker
- Nozomi Tanaka (* 1999), japanische Langstreckenläuferin

### O
- Tanaka Ōdō (1868–1932), japanischer Gesellschaftskritiker und Essayist
- Ogeretsu Tanaka (* 1995), japanische Mangaka

### P
- Paulo Jun’ichi Tanaka (* 1993), japanischer Fußballspieler

### R
- Tanaka Raizō (1892–1969), japanischer Admiral
- Raymond Ken’ichi Tanaka (1927–2021), japanischer Geistlicher, Bischof von Kyōto
- Reina Tanaka (* 1989), japanische Sängerin
- Rena Tanaka (Schauspielerin) (* 1980), japanische Schauspielerin
- Rena Tanaka (Leichtathletin) (* 2000), japanische Stabhochspringerin
- Rie Tanaka (* 1979), japanische Seiyū
- Riku Tanaka (* 1999), japanischer Fußballspieler
- Ryō Tanaka (* 1987), japanischer Eishockeyspieler
- Ryōma Tanaka (* 2001), japanischer Judoka
- Ryōmei Tanaka (* 1993), japanischer Boxer
- Ryūji Tanaka (1927–2014), japanischer Künstler

### S
- Satoko Tanaka (* 1942), japanische Schwimmerin
- Satoshi Tanaka (Komponist) (* 1956), japanischer Komponist
- Satoshi Tanaka (Fußballspieler) (* 2002), japanischer Fußballspieler
- Tanaka Shigeho (1878–1974), japanischer Ichthyologe
- Shiho Tanaka (* 1992), japanische Badmintonspielerin
- Shiho Tanaka (Judoka) (* 1998), japanische Judoka
- Tanaka Shin’ichi (General) (1893–1976), japanischer Generalleutnant
- Shin’ichi Tanaka (Skispringer) (* 1959), japanischer Skispringer
- Shinji Tanaka (* 1960), japanischer Fußballspieler
- Shin’ya Tanaka (* 1972), japanischer Schriftsteller
- Tanaka Shizuichi (1887–1945), japanischer General
- Shō Tanaka (Eishockeyspieler) (* 1985), japanischer Eishockeyspieler
- Shō Tanaka (Produzent), japanischer Animeproduzent
- Shō Tanaka (Fußballspieler) (* 1994), japanischer Fußballspieler
- Tanaka Shōhei (1862–1945), japanischer Musikwissenschaftler und Instrumentenbauer
- Tanaka Shōsuke, japanischer Unternehmer
- Tanaka Shōsuku (frühes 17. Jahrhundert), japanischer Unternehmer
- Tanaka Shōzō (1841–1913), japanischer Politiker und Umweltaktivist
- Shuichi Tanaka, japanischer Flötenbauer
- Shun Tanaka (* 1988), japanischer Fußballspieler
- Shun’ichi Tanaka (* 1987), japanischer Fußballspieler
- Shunji Tanaka (≈1946–2021), japanischer Automobildesigner
- Shunta Tanaka (* 1997), japanischer Fußballspieler
- Shūto Tanaka (* 1985), japanischer Fußballspieler
- Sōichi Tanaka (* 1989), japanischer Fußballspieler
- Sora Tanaka (* 2004), japanischer Fußballspieler
- Tanaka Sumie (1908–2000), japanische Dramatikerin

### T
- Takahiro Tanaka (* 1993), japanischer Fußballspieler
- Tanaka Takashi (Maler) (1921–2014), japanischer Maler
- Takashi Tanaka, bekannt als Banjō Ginga (* 1948), japanischer Schauspieler und Synchronsprecher
- Tamami Tanaka (* 1975), japanische Biathletin
- Tanaka Tatsuo (1910–1998), japanischer Politiker
- Tatsuya Tanaka (Fußballspieler, 1982) (* 1982), japanischer Fußballspieler
- Tatsuya Tanaka (Fußballspieler, 1992) (* 1992), japanischer Fußballspieler
- Terukazu Tanaka (* 1985), japanischer Fußballspieler
- Teruki Tanaka (* 1992), japanischer Fußballspieler
- Tetsuya Tanaka (* 1971), japanischer Fußballspieler
- Tommy Tanaka, Politiker aus Guam
- Tomohiro Tanaka (* 1991), japanischer Fußballspieler
- Tomomi Tanaka (Regisseurin) (1934–2015), japanische Fernsehregisseurin und -produzentin
- Tomomi Tanaka (Leichtathletin) (* 1988), japanische Langstreckenläuferin
- Toshiaki Tanaka (1935–1998), japanischer Tischtennisspieler
- Toshiya Tanaka (Fußballspieler, 1984) (* 1984), japanischer Fußballspieler
- Toshiya Tanaka (Fußballspieler, 1997) (* 1997), japanischer Fußballspieler
- Toyo Tanaka († 2015), japanischer Musiker, Schauspieler, Opernregisseur und Festivalleiter

### W
- Wataru Tanaka (* 2000), japanischer Fußballspieler

### Y
- Yasukazu Tanaka (* 1933), japanischer Fußballspieler
- Yasuo Tanaka (Astronom) (1931–2018), japanischer Astronom
- Yasuo Tanaka (* 1956), japanischer Schriftsteller und Politiker
- Yōko Tanaka (* 1993), japanische Fußballspielerin
- Yoshihiro Tanaka (* 2002), japanischer Fußballspieler
- Yoshiki Tanaka (* 1952), japanischer Schriftsteller
- Yoshiko Tanaka (Tischtennisspielerin) (* um 1932), japanische Tischtennisspielerin
- Yoshiko Tanaka (Schauspielerin) (1956–2011), japanische Schauspielerin
- Yoshiko Tanaka (Skirennläuferin) (* 1975), japanische Monoskibobfahrerin
- Tanaka Yoshio (1838–1916), japanischer Naturforscher
- Yoshiyuki Tanaka (* 1991), japanischer Grasskiläufer
- Yūdai Tanaka (Fußballspieler, 1988) (* 1988), japanischer Fußballspieler
- Yūdai Tanaka (Fußballspieler, 1999) (* 1999), japanischer Fußballspieler
- Yūdai Tanaka (Fußballspieler, 1995) (* 1995), japanischer Fußballspieler
- Yuki Tanaka (Historiker) (Toshiyuki Tanaka; * 1949), japanischer Historiker
- Yuki Tanaka (Volleyballspielerin) (* 1981), japanische Volleyballspielerin
- Yūki Tanaka (* 1990), japanische Tennisspielerin
- Yuki Tanaka (Synchronsprecherin) (* 1998), japanische Synchronsprecherin
- Yumi Tanaka (* 1998), japanische Hürdenläuferin
- Yurie Tanaka (* 1989), japanische Biathletin
- Yūsuke Tanaka (Fußballspieler, Februar 1986) (* 1986), japanischer Fußballspieler
- Yūsuke Tanaka (Fußballspieler, April 1986) (* 1986), japanischer Fußballspieler
- Yūsuke Tanaka (Turner) (* 1989), japanischer Turner
- Tanaka Yutaka (1886–1964), japanischer Bauingenieur
- Yūya Tanaka (* 2000), japanischer Fußballspieler